# Divizia A 1958-1959
La Divizia A 1958-1959 è stata la 41ª edizione del campionato di calcio rumeno, disputato tra il 24 agosto 1958 e il 10 giugno 1959 e si concluse con la vittoria finale del Petrolul Ploiești, al suo terzo titolo e secondo consecutivo.
Capocannoniere del torneo fu Gheorghe Ene (Rapid București), con 17 reti.

## Formula
Le squadre partecipanti furono 12 e disputarono un turno di andata e ritorno per un totale di 22 partite con l'ultima classificata retrocessa in Divizia B.
La vincitrice fu qualificata alla Coppa dei Campioni 1959-1960.
Le seguenti squadre cambiarono denominazione: l'Energia Brașov diventò Steagul Roșu Brașov, il Flamura Rosie Arad UTA Arad, il Locomotiva București Rapid București e infine il Minuerul Petroșani cambiò nome in Jiul Petroșani.
La Dinamo Cluj, nona nella stagione precedente, fu sciolta e i giocatori furono trasferiti a Bacău nella Dinamo che prese il posto della squadra transilvana.

## Squadre partecipanti
| Club                | Città       | Stadio | Posizione 1957-1958 |
| ------------------- | ----------- | ------ | ------------------- |
| CCA București       | Bucarest    |        | 2°                  |
| Știința Timișoara   | Timișoara   |        | 3°                  |
| Farul Constanța     | Costanza    |        | Divizia B           |
| Rapid Bucarest      | Bucarest    |        | 8°                  |
| Dinamo Bucarest     | Bucarest    |        | 6°                  |
| Steagul Roșu Brașov | Brașov      |        | 7°                  |
| UTA Arad            | Arad        |        | 10°                 |
| Jiul Petroșani      | Petroșani   |        | 5°                  |
| Dinamo Bacău        | Bacău       |        | 9°                  |
| Știința Cluj        | Cluj Napoca |        | Divizia B           |
| Petrolul Ploiești   | Ploiești    |        | Campione di Romania |
| Progresul București | Bucarest    |        | 4°                  |

## Classifica finale
|  | Pos. | Squadra             | Pt | G  | V  | N  | P  | GF | GS | DR  |
|  | ---- | ------------------- | -- | -- | -- | -- | -- | -- | -- | --- |
|  | 1.   | Petrolul Ploiești   | 31 | 22 | 15 | 1  | 6  | 47 | 23 | +24 |
|  | 2.   | Dinamo Bucarest     | 30 | 22 | 13 | 4  | 5  | 47 | 27 | +20 |
|  | 3.   | CCA București       | 29 | 22 | 12 | 5  | 5  | 35 | 26 | +9  |
|  | 4.   | Rapid Bucarest      | 26 | 22 | 11 | 4  | 7  | 46 | 28 | +18 |
|  | 5.   | Dinamo Bacău        | 23 | 22 | 9  | 5  | 8  | 32 | 35 | -3  |
|  | 6.   | Progresul București | 21 | 22 | 9  | 3  | 10 | 39 | 34 | +5  |
|  | 7.   | Steagul Roșu Brașov | 20 | 22 | 7  | 6  | 9  | 31 | 33 | -2  |
|  | 8.   | UTA Arad            | 19 | 22 | 7  | 5  | 10 | 27 | 28 | -1  |
|  | 9.   | Jiul Petroșani      | 18 | 22 | 7  | 4  | 11 | 26 | 42 | -16 |
|  | 10.  | Farul Constanța     | 17 | 22 | 6  | 5  | 11 | 31 | 53 | -22 |
|  | 11.  | Știința Cluj        | 15 | 22 | 2  | 11 | 9  | 23 | 36 | -13 |
|  | 12.  | Știința Timișoara   | 15 | 22 | 5  | 5  | 12 | 25 | 44 | -19 |

Legenda:

      Campione di Romania e ammesso alla Coppa dei Campioni
      Retrocessa in Divizia B
Note:

Due punti a vittoria, uno a pareggio, zero a sconfitta.

### Verdetti
- Petrolul Ploiești Campione di Romania 1958-59 e qualificato alla Coppa dei Campioni
- Știința Timișoara retrocesso in Divizia B.